# Selecció de rugbi XV de França
La selecció de rugbi XV de França, coneguda també com els Bleus, és l'equip nacional de rugbi que representa França en les competicions internacionals de rugbi. Aquesta selecció és una de les més destacades a nivell mundial i forma part de les nacions històriques del rugbi. Ha guanyat diversos torneigs internacionals, incloent-hi el Six Nations Championship i ha arribat a les fases finals de la Copa del Món de Rugbi en múltiples edicions. La selecció de França és reconeguda pel seu estil de joc dinàmic i tècnic, així com per la seva passió i competència en els grans esdeveniments internacionals.
En els campionats mundials han quedat entre els vuit millors, sis vegades han arribat a les semifinals i en tres ocasions s’han proclamat 2n del món.

## Història
El Rugby va ser introduït a França per estudiants el 1872.
Encara que en els Jocs olímpics de 1900 la representació francesa va aconseguir la medalla d'or, el seu primer partit internacional no va tenir lloc fins al dia de 1906 , quan es va enfrontar a la selecció de Nova Zelanda. El 1910 va tenir lloc la seva inclusió en el Torneig de les 5 Nacions. El 1913 es va enfrontar a la selecció de Sud-àfrica (Springboks) per primera vegada, perdent 38-5. Al llarg de la dècada dels anys 20, França aconsegueix dues medalles de plata olímpiques en perdre les finals dels Jocs de 1924 i 1928 enfront de la selecció dels Estats Units. El 1932 França va ser expulsada del Torneig de les 5 nacions, atès que s'acusava la Lliga Francesa de comptar amb jugadors professionals en un moment en el qual el Rugby Union era estrictament amateur.  El 1939 va tornar a ser convidada a formar part del Torneig 5 Nacions, però no va competir fins a 1947 a causa del desenvolupament de la 2a Guerra Mundial. El rugbi francès va patir un espectacular desenvolupament en les dècades de 1950 i 1960. El 1954 va aconseguir el seu primer títol de les 5 Nacions empatant amb Anglaterra i Gal·les aconseguint el primer títol en solitari el 1959 en vèncer tres partits i empatar el restant enfront d'Anglaterra.

## Palmarès

### 5 Nacions / 6 Nacions
França no va guanyar el seu primer V Nacions fins al 1954, que ho va fer empatant amb Gal·les, guanyant-ho en solitari per primera vegada el 1959. En total, França ha guanyat en 15 ocasions el V Nacions i en 4 el VI Nacions, sent la seva època daurada dels anys vuitanta.

### Mundials
En els Campionats Mundials els blaus han estat sempre dins dels 8 millors equips, incloent l'actual Copa del Món de 2015. En sis ocasions han arribat a Semifinals i en tres ocasions s'ha proclamat Sub-campions de el Món (1987, 1999, 2011).

### Olimpíades
Així mateix i durant la celebració de les primeres edicions dels Jocs Olímpics (en els que l'esport oval va ser olímpic) la selecció va aconseguir una medalla d'or (1900) i dues de plata (1924, 1928).

## Estadis
El seu primer estadi va ser el Sant-Denís on es va disputa el primer partit que era. França VS New Zealand.
Actualment la Selecció de rugbi francesa juga al Stade de France que està situat als afores de París el qual té una capacitat de 80.000 persones. Durant la temporada 2005 i 2006 van jugar a estadis com:
Stade Gerland, Lyon; Stade Vélodrome, Marsella; Stade de la Beaujoire, Nantes y el Stade de Toulouse, Toulouse.